# Himiltruda
Himiltruda také Himiltrude (742? – 780?) byla matkou prvorozeného syna římského císaře Karla Velikého, Pipina Hrbatého. Historici o jejím postavení u královského dvora vedou spory.  Někteří ji označují jako první manželku Karla Velikého, jiní ji popisují pouze jako královu konkubínu.

## Životopis
O původu Himiltrudy se nedochovaly téměř žádné informace. Paulus Diaconus ji označil jako „ušlechtilou dívku“. Zmínka o její osobnosti v análech alamannských klášterů naznačuje její příslušnost ke germánské šlechtě, zatímco jiné zdroje ji popisují jako dceru burgundského hraběte. Do vztahu s Karlem Velikým pravděpodobně vstoupila ještě za života Karlova otce, Pipina III. V roce 768, kdy Karel Veliký nastoupil na trůn, není Himiltruda zmíněna v žádném soudobém zdroji, přesto o rok později porodila Karlovi prvního syna Pipina. Krátce po Pipinově narození bylo Karlovou matkou Bertradou z Laonu sjednáno spojenectví mezi Karlem Velikým a Desideriem, králem Langobardů. Aby bylo spojenectví zpečetěno, bylo rozhodnuto, že Karel Veliký se ožení s dcerou Desideria, langobardskou princeznou Desideratou.
Himiltruda byla v té době z královského dvora propuštěna a o jejím dalším životě nejsou v historických pramenech již žádné zmínky. Její syn Pipin trpěl deformací páteře a tak získal přídomek „hrbatý“. V následujících letech se pokusil o vzpouru proti otci, proto byl uvězněn do kláštera. Moc v království získali potomci Karla Velikého z manželství s Hildegardou.
Při vykopávkách v klášteře Nivelles byl objeven hrob s ostatky čtyřicetileté ženy, které jsou spojovány s Himiltrudou. Pokud by tvrzení historiků a archeologů bylo pravdivé, pak Himiltruda zemřela dlouho po roce 770, i když není známo, kdy a zda odešla do kláštera Nivelles ve Valonském Brabantu.

## Spor ve vztahu ke Karlovi
Himiltrudin vztah ke Karlu Velikému je stále předmětem sporu. Životopisec Karla Velikého Einhard ji nazýval „konkubínou“. I Paulus Diaconus Pipinovo narození popisuje jako „narození před zákonným sňatkem“. Naopak v dopise papeže Štěpána III. určeném Karlovi Velikému a jeho bratru Karlomanovi I. je franským panovníkům doporučeno neopouštět své manželky, což vedlo mnoho historiků k domněnce, že Himiltruda a Karel Veliký byli legálně oddáni. I když papežův dopis mohl mít na mysli až následný vztah Karla s Hildegardou či se mohlo jednat pouze o příslib manželství, v němž Karel s Himiltrudou si byli jen navzájem slíbeni. Historici tyto informace interpretují různými způsoby. Někteří se ztotožňují s Karlovým životopiscem Einhardem, který popisuje Himiltrudu jako konkubínu. Naopak Dieter Hägemann či Pierre Riche považují Himiltrudu za Karlovu manželku v plném smyslu. Někteří historici se hlásí k myšlence, že vztah mezi Karlem a Himiltrudou byl „něco víc než konkubinát, ale méně než manželství“ a jejich soužití popisují jako friedelehe, což byla církví neuznaná forma manželství, která se dala snadno rozdělit. Tato forma vztahu je často srovnávána s křesťanským manželstvím a flexibilnějšími germánskými vztahy.